# أفراح صغيرة (فلم)
أفراح صغيرة هو فيلم مغربي من إخراج محمد الشريف الطريبق سنة 2015، وبطولة كل من فرح الفاسي، فاطنة الخماري، أنيسة العناية، سمية أمغار، وآخرين.
مثّل الفيلم المغرب في الدورة 22 لمهرجان الفيلم المتوسطي الذي انعقد بروما ما بين 4 و 12 نونبر 2016.

## القصة
خلال فترة الخمسينات من القرن العشرين في مدينة تطوان المغربية، تنشأ علاقة صداقة وثيقة بين فتاتين، واحدة منهما هي ابنة سيدة تقوم بالغناء ضمن جوقة موسيقية نسائية، وتدخلنا علاقة الصداقة تلك إلى داخل المجتمع المحافظ في تلك الفترة.
الفيلم يناقش ظاهرة السحاق في المجتمع المغربي خلال فترة الخمسينات بمدينة تطوان كمجال حضاري يتميز بتداخل الثقافات وأنماط العيش، بحكم موقع هذه الحاضرة الجغرافي بشمال المغرب، وتلك ميزة بوأتها مرتبة حولتها عبر مرّ التاريخ لأن تكون ملتقى للتمازج والتعايش بين الأجناس والثقافات والحضارات، رغم الطابع المحافظ الذي تعكسه ذهنية سكانها.

## جوائز
نال الفيلم عدة جوائز في سياق المهرجان الوطني للفيلم بطنجة الذي اختتم في 5 مارس 2016. فقد منحت لجنة التحكيم المكونة من أمينة الصيباري وخالد المساري وعبد الكريم واكريم وعزيز الأربعي الجوائز التالية:
- جائزة أحسن سيناريو فيلم طويل
- جائزة أحسن دور نسائي للممثلة فرح الفاسي
- تنويه خاص من لجنة التحكيم للممثلة فامة الفراح
- جائزة الأندية السينمائية[3]

## ردود الفعل
استقبل الفيلم عدد من الجمهور في مدينة تطوان بغير قليل من الانتقادات، وذلك على هامش فعاليات مهرجان تطوان لسينما دول البحر المتوسط.
وأعرب متفرجون حضروا لمشاهدة الفيلم، عن عدم رضاهم بشأن طريقة تقديم العالم الداخلي للنساء في المجتمع التطواني التقليدي في الخمسينيات من القرن الماضي، واحتوائه على لقطات ساخنة عن «السحاقيات»، مما اعتبره البعض «إساءة لسمعة الفتاة والمرأة التطوانية».

## روابط خارجية
- الفيلم على موقع imdb
- الفيلم على موقع السينما.كوم
- الفيلم على موقع cinemalaclef.fr
- الفيلم على موقع africultures.com